# Mihai Silvășan
Mihai Vlad Silvășan (n. ianuarie 1985, Cluj-Napoca) este un baschetbalist român retras din activitatea profesionistă. El a fost căpitanul echipei națioanale de seniori, precum și căpitanul formației U-Banca Transilvania Cluj-Napoca până în luna aprilie a anului 2015.

## Junioratul
Mihai Silvășan a făcut primii pași în baschet la vârsta de 11 ani, alături de formația CSS Viitorul Cluj-Napoca, antrenată de profesorul Voicu Moldovan. Mihai alesese sportul cu mingea la coș la îndemnul mamei, după experiențe mai puțin reușite la karate sau fotbal. Făcând echipă cu Paul Chetreanu, Rareș Pașca sau Mihai Racovițan, Silvășan a pus mâna pe opt titluri de campion național la nivel de juniori. 

## Debutul la prima echipă a Clujului
Silvășan a primit chemarea la echipa de seniori a Clujului în stagiunea 2001/2002, când principal era Horea Rotaru. Ulterior, Mihai a debutat în prima ligă, cu ocazia unui joc împotriva grupării Rompetrolul București. Numărul 15 din garnitura ardeleană a contabilizat atunci șase puncte, grație a două coșuri înscrise de la mare distanță.

## O carieră demnă de „U”n căpitan
Sezoanele au trecut, iar Silvășan a izbutit să se impună în garnitura lui B.U. Poli Mobitelco Carbochim. Mai mult, la trei ani distanță de la debutul în Liga Națională, Silvășan a decis de unul singur semifinala cu CSU Atlassib Sibiu. Extrema a înscris un coș în ultima secundă, readucându-i pe clujeni în finala campionatului. Cu „Silvă” căpitan, clujenii au disputat patru finale de campionat, câștigând-o memorabil pe cea din 2011. Totodată, pe plan internațional, Mihai a evoluat cu U-Banca Transilvania în finala CEBL, pierdută în fața cehilor de la Novy Jicin, scor 81-78. În plus, Silvășan a bifat prezențe în EuroChallenge.

## Căpitan și la echipa națională
Odată cu retragerea de la națională a gloriilor Cătălin Burlacu sau Virgil Stănescu, căpitan a fost desemnat Mihai Silvășan. Baschetbalistul a îmbrăcat maieul tricolor în ultimul deceniu, participând și la campaniile de calificare pentru Eurobasket 2013 sau Eurobasket 2015. România a ratat la mustață calificarea la Campionatul European din 2015, deși răpusese adversari precum Suedia sau Slovacia. Mihai a evoluat în fiecare joc dintre cele amintite, izbutind medii de 12.2 puncte, 3.0 recuperări și 1.5 pase decisive.  

## Accidentările și retragerea din activitate
Cariera lui Silvășan nu a fost ferită de accidentări. La vârsta de 22 de ani, jucătorul s-a confruntat cu o hernie de disc, care a necesitat și intervenție chirurgicală, alături de o lungă recuperare. De asemenea, Mihai a suferit o operație la genunchi, din cauza unui chist sinovial. Aproape un an din cariera jucătorului a fost irosit cu recuperările postoperatorii. La mijlocul sezonului 2014/2015, Silvășan a acuzat noi dureri la spate, hotârând să renunțe la cariera de jucător. Decizia a fost anunțată prin intermediul site-ului u-mobitelco.ro, care a publicat și un amplu interviu. 

## Antrenorat
În interviul de retragere acordat site-ului oficial al echipei U-BT, Mihai a mărturisit faptul că plănuiește să devină antrenor. Astfel, ex-căpitanul clujean a participat la Clinicul de Antrenori de la Madrid, desfășurat cu ocazia Final Four-ului Euroligii. Silvășan se va regăsi în staff-ul tehnic al clujenilor începând cu stagiunea 2015/2016.